# Mercante

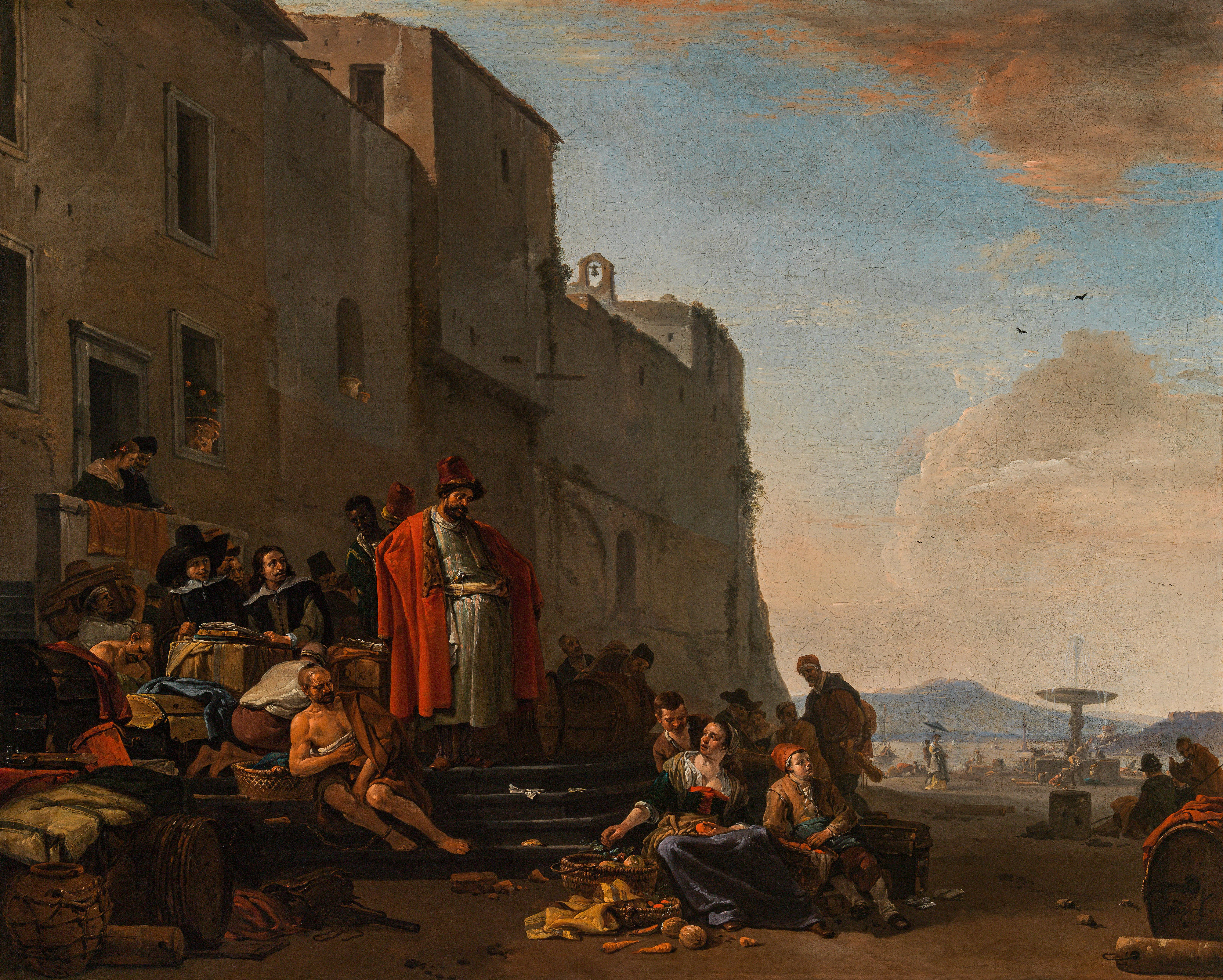
Mercanti in un porto del sud di Thomas Wyck (1660 circa).

Il mercante è colui che esercita la mercatura, attività di lavoro umana che prevede come azione principale l'acquisto e la vendita (ad un prezzo maggiore) e spesso il trasporto e la distribuzione di un determinato bene o prodotto. Questa figura professionale è legata concettualmente al commercio.

## Storia
La figura del mercante già nota fin dall'antichità da cui deriva il nome mercator commerciante per lucro distinto dal factor trafficante istituzionale per status sociale, diventa importantissima durante il medioevo e il rinascimento. Il mercante "sopravvive" fino ai giorni nostri evolvendo in figure più specializzate che si occupano di una o al massimo due fasi delle attività del mercante (acquisto, trasporto, distribuzione, vendita).